# Sébastien Lareau
Sébastien Lareau (Montreal, 27 april 1973) is een voormalig professioneel Canadees tennisser die tussen 1991 en 2001 actief was in het professionele tenniscircuit. Lareau was als dubbelspeler zeer succesvol met zeventien toernooioverwinningen. Lareau won in 1999 met Alex O’Brien de US Open door in de finale het Indische duo Mahesh Bhupathi en Leander Paes te verslaan met 7-6(8), 6-4.
Gedurende de Olympische Zomerspelen 2000 in Sydney won Lareau de gouden medaille in het herendubbel, samen met Daniel Nestor door het thuisspelende duo Todd Woodbridge en Mark Woodforde te verslaan in vier sets.

## Palmares

### Dubbelspel
| Nr.                           | Datum             | Toernooi                       | Ondergrond    | Partner            | Tegenstanders in finale              | Score                 | Details |
| ----------------------------- | ----------------- | ------------------------------ | ------------- | ------------------ | ------------------------------------ | --------------------- | ------- |
| Gewonnen finales heren dubbel |                   |                                |               |                    |                                      |                       |         |
| 1.                            | 30 april 1995     | ATP Seoel                      | Hardcourt     | Jeff Tarango       | Joshua Eagle Andrew Florent          | 6–3, 6–2              | Details |
| 2.                            | 22 oktober 1995   | ATP Peking                     | Tapijt (i)    | Tommy Ho           | Dick Norman Fernon Wibier            | 7–6, 7–6              | Details |
| 3.                            | 27 oktober 1996   | ATP Stuttgart                  | Hardcourt (i) | Alex O'Brien       | Jacco Eltingh Paul Haarhuis          | 3-6, 6-4, 6-3         | Details |
| 4.                            | 3 maart 1997      | ATP Philadelphia               | Hardcourt (i) | Alex O'Brien       | Ellis Ferreira Patrick Galbraith     | 6-3, 6-3              | Details |
| 5.                            | 27 juli 1997      | ATP Los Angeles                | Hardcourt     | Alex O'Brien       | Mahesh Bhupathi Rick Leach           | 7-6(2), 6-4           | Details |
| 6.                            | 19 april 1998     | ATP Tokio                      | Hardcourt     | Daniel Nestor      | Olivier Delaître Stefano Pescosolido | 6-3, 6-4              | Details |
| 7.                            | 1 november 1998   | ATP Stuttgart                  | Hardcourt (i) | Alex O'Brien       | Mahesh Bhupathi Leander Paes         | 6-3, 3-6, 7-5         | Details |
| 8.                            | 17 januari 1999   | ATP Sydney                     | Hardcourt     | Daniel Nestor      | Patrick Galbraith Paul Haarhuis      | 6–3, 6–4              | Details |
| 9.                            | 13 juni 1999      | ATP Londen                     | Gras          | Alex O'Brien       | Todd Woodbridge Mark Woodforde       | 6-1, 7-6(3)           | Details |
| 10.                           | 22 augustus 1999  | ATP Washington                 | Hardcourt     | Justin Gimelstob   | David Adams John-Laffnie de Jager    | 7-5, 6-7(2), 6-3      | Details |
| 11.                           | 11 september 1999 | US Open                        | Hardcourt     | Alex O'Brien       | Mahesh Bhupathi Leander Paes         | 7-6(7), 6-4           | Details |
| 12.                           | 10 oktober 1999   | ATP Shanghai                   | Hardcourt     | Daniel Nestor      | Todd Woodbridge Mark Woodforde       | 7–5, 6–3              | Details |
| 13.                           | 7 november 1999   | ATP Parijs                     | Tapijt (i)    | Alex O'Brien       | Paul Haarhuis Jared Palmer           | 7-6(7), 7-5           | Details |
| 14.                           | 21 november 1999  | ATP World Tour Finals Hartford | Tapijt (i)    | Alex O'Brien       | Mahesh Bhupathi Leander Paes         | 6-3, 6-2, 6-2         | Details |
| 15.                           | 20 februari 2000  | ATP Memphis                    | Hardcourt     | Justin Gimelstob   | Jim Grabb Richey Reneberg            | 6-2, 6-4              | Details |
| 16.                           | 6 augustus 2000   | ATP Toronto                    | Hardcourt     | Daniel Nestor      | Joshua Eagle Andrew Florent          | 6-3, 7-6(3)           | Details |
| 17.                           | 28 september 2000 | Olympische Spelen 2000         | Hardcourt     | Daniel Nestor      | Todd Woodbridge Mark Woodforde       | 5-7, 6-3, 6-4, 7-6(2) | Details |
| Verloren finales heren dubbel |                   |                                |               |                    |                                      |                       |         |
| 1.                            | 10 april 1994     | ATP Tokio                      | Hardcourt     | Patrick McEnroe    | Henrik Holm Anders Järryd            | 6-7, 1-6              | Details |
| 2.                            | 24 april 1994     | ATP Seoul                      | Hardcourt     | Kent Kinnear       | Stephane Simian Kenny Thorne         | 6–4, 3–6, 7–5         | Details |
| 3.                            | 13 november 1994  | ATP Antwerpen                  | Tapijt (i)    | Hendrik Jan Davids | Jan Apell Jonas Björkman             | 4–6, 6–1, 6–2         | Details |
| 4.                            | 28 januari 1996   | Australian Open                | Hardcourt     | Alex O'Brien       | Stefan Edberg Petr Korda             | 5-7, 5-7, 6-4, 1-6    | Details |
| 5.                            | 16 juni 1996      | ATP Londen                     | Gras          | Alex O'Brien       | Todd Woodbridge Mark Woodforde       | 3-6, 6-7              | Details |
| 6.                            | 18 november 1996  | ATP World Tour Finals Hartford | Tapijt (i)    | Alex O'Brien       | Todd Woodbridge Mark Woodforde       | 4-6, 7-5, 2-6, 6-7    | Details |
| 7.                            | 25 januari 1997   | Australian Open                | Hardcourt     | Alex O'Brien       | Todd Woodbridge Mark Woodforde       | 6-4, 5-7, 5-7, 3-6    | Details |
| 8.                            | 3 augustus 1997   | ATP Montreal                   | Hardcourt     | Alex O'Brien       | Mahesh Bhupathi Leander Paes         | 6-7, 3-6              | Details |
| 9.                            | 17 augustus 1997  | ATP New Haven                  | Hardcourt     | Alex O'Brien       | Mahesh Bhupathi Leander Paes         | 4-6, 7-6(2), 2-6      | Details |
| 10.                           | 21 juni 1998      | ATP Nottingham                 | Gras          | Daniel Nestor      | Justin Gimelstob Byron Talbot        | 5-7, 7-6(3), 4-6      | Details |
| 11.                           | 23 augustus 1998  | ATP New Haven                  | Hardcourt     | Alex O'Brien       | Wayne Arthurs Peter Tramacchi        | 6-7(3), 6-1, 3-6      | Details |
| 12.                           | 21 februari 1999  | ATP Memphis                    | Hardcourt     | Alex O'Brien       | Todd Woodbridge Mark Woodforde       | 3-6, 4-6              | Details |
| 13.                           | 5 maart 2000      | ATP Kopenhagen                 | Hardcourt (i) | Jonas Björkman     | Martin Damm David Prinosil           | 6–1, 5–7, 7–5         | Details |
| 14.                           | 7 mei 2000        | ATP Orlando                    | Gravel        | Justin Gimelstob   | Leander Paes Jan Siemerink           | 3-6, 4-6              | Details |
| 15.                           | 19 augustus 2001  | ATP Indianapolis               | Hard          | Mahesh Bhupathi    | Mark Knowles Brian MacPhie           | 6-7(5), 7-5, 4-6      | Details |

## Prestatietabellen
| Legenda | Legenda                          |
| ------- | -------------------------------- |
| g.t.    | geen toernooi gehouden           |
| l.c.    | lagere categorie                 |
| –       | niet deelgenomen                 |
| G       | uitgeschakeld in de groepsfase   |
| 1R      | uitgeschakeld in de eerste ronde |
| 2R      | uitgeschakeld in de tweede ronde |
| 3R      | uitgeschakeld in de derde ronde  |
| 4R      | uitgeschakeld in de vierde ronde |
| KF      | uitgeschakeld in de kwartfinale  |
| HF      | uitgeschakeld in de halve finale |
| F       | de finale verloren               |
| W       | het toernooi gewonnen            |
| w-v     | winst/verlies-balans             |

### Prestatietabel grand slam, enkelspel
| Toernooi        | 1993 | 1994 | 1995 | 1996 | 1997 | 1998 | 1999 | 2000 |
| --------------- | ---- | ---- | ---- | ---- | ---- | ---- | ---- | ---- |
| Australian Open | –    | 1R   | 2R   | 2R   | 1R   | 3R   | 1R   | 1R   |
| Roland Garros   | –    | –    | 1R   | –    | 2R   | 1R   | –    | –    |
| Wimbledon       | 2R   | 1R   | 1R   | –    | 1R   | 2R   | 2R   | 2R   |
| US Open         | –    | –    | 2R   | –    | –    | 2R   | 2R   | 1R   |

### Prestatietabel grand slam, dubbelspel
| Toernooi        | 1993 | 1994 | 1995 | 1996 | 1997 | 1998 | 1999 | 2000 | 2001 |
| --------------- | ---- | ---- | ---- | ---- | ---- | ---- | ---- | ---- | ---- |
| Australian Open | –    | KF   | 2R   | F    | F    | 1R   | 1R   | 1R   | 3R   |
| Roland Garros   | –    | –    | 3R   | 3R   | 2R   | 3R   | 1R   | KF   | –    |
| Wimbledon       | –    | 3R   | 2R   | 3R   | 1R   | HF   | KF   | KF   | 1R   |
| US Open         | HF   | 2R   | 1R   | KF   | 2R   | 1R   | W    | KF   | 2R   |